# Вермиллион (город, Миннесота)
Вермиллион (англ. Vermillion) — город в округе Дакота, штат Миннесота, США. На площади 2,6 км² (2,6 км² — суша, водоёмов нет), согласно переписи 2002 года, проживают 437 человек. Плотность населения составляет 169,3 чел./км².
- Телефонный код города — 651
- Почтовый индекс — 55085
- FIPS-код города — 27-66802[1]
- GNIS-идентификатор — 0653633[2]